# Psychologischer Psychotherapeut
Die Berufsbezeichnung Psychologischer Psychotherapeut (PP) bezeichnet in Deutschland einen Psychologen, der nach einem erfolgreich abgeschlossenen Diplom- oder Masterstudium der Psychologie (Studiengang Psychologie) eine mindestens dreijährige Vollzeitausbildung oder eine mindestens fünfjährige Teilzeitausbildung zum Psychologischen Psychotherapeuten nach dem Psychotherapeutengesetz (PsychThG) absolvierte und die Berechtigung zur eigenständigen Durchführung von Psychotherapie erworben hat (Approbation). Psychologische Psychotherapeuten haben nach der Weiterbildung sozialrechtlich Facharztstatus. Am 27. Februar 2019 verabschiedete das Kabinett einen Gesetzentwurf zur Reform der Psychotherapeutenausbildung, der u. a. den Wegfall der Berufsbezeichnungen „Psychologischer Psychotherapeut“ und „Kinder- und Jugendlichentherapeut“ zugunsten der allgemeinen Berufsbezeichnung „Psychotherapeut“ enthält; erhalten bleibt allerdings die Bezeichnung „Ärztlicher Psychotherapeut“.

## Berufsstand

### Rechtliche Voraussetzungen
Psychologische Psychotherapeuten behandeln psychische Störungen von Erwachsenen, Kindern und Jugendlichen (eingeschränkte Anerkennung). Kinder- und Jugendlichenpsychotherapeuten behandeln nur Kinder und Jugendliche bis zur Vollendung des 21. Lebensjahres, aber keine Erwachsenen. Sie verfügen jedoch über eine umfassendere Ausbildung für die Psychotherapie von Kindern, Jugendlichen und jungen Erwachsenen. Es handelt sich um in Deutschland seit 1999 rechtlich durch das Psychotherapeutengesetz geschützte Berufsbezeichnungen, die eine staatliche Zulassung zur Ausübung der Heilkunde (Approbation) voraussetzen. Neben dem Psychotherapeutengesetz unterliegen die Psychologischen Psychotherapeuten den Heilberufsgesetzen der Länder, in Nordrhein-Westfalen etwa dem Heilberufsgesetz Nordrhein-Westfalen.

### Ausbildung
Voraussetzung für eine Ausbildung zum Psychologischen Psychotherapeuten ist zunächst ein Hochschulstudium der Psychologie bis zum Diplom oder Master of Science oder Master of Arts unter Einschluss einer Abschlussprüfung in Klinischer Psychologie. Die Regelstudiendauer dieser wissenschaftlichen Ausbildung beträgt 10 Semester Hochschulstudium der Psychologie. Zusammen mit der 5-jährigen Ausbildung zum Psychologischen Psychotherapeuten sind also mindestens 10 Jahre Ausbildung zu veranschlagen. In der Praxis benötigen Psychologische Psychotherapeuten jedoch durchschnittlich 12 Jahre bis zur Approbation. Nach der Weiterbildung bzw. Ausbildung zum Psychologischen Psychotherapeuten haben Psychologen sozialrechtlich Facharztstatus. Es folgt die Eintragung in Arztregister.
Um die Weiterbildung bundesweit gesetzlich regeln zu können, musste diese den Status „Ausbildung“ erhalten, da Weiterbildungen unter die Länderkompetenz fallen. Für die mindestens 3-jährige Ausbildung zum Psychologischen Psychotherapeuten sind folgende psychotherapeutische Verfahren zugelassen:
- Psychoanalyse/analytische Psychotherapie,
- tiefenpsychologisch fundierte Psychotherapie,
- Verhaltenstherapie,
- seit Dezember 2008 auch die Systemische Therapie.[9]

Während der Psychotherapie-Ausbildung führt der Auszubildende die Bezeichnung „Psychotherapeut in Ausbildung“ (PiA). Geregelt wird die Ausbildung auf Basis des Psychotherapeutengesetzes in der „Ausbildungs- und Prüfungsverordnung für Psychologische Psychotherapeuten“.
Die Ausbildung umfasst insgesamt 4200 Stunden und kann nach Abschluss eines Psychologiestudiums mit einem Diplom oder Master als mindestens 3-jährige Vollzeit-Ausbildung oder als mindestens 5-jährige berufsbegleitende Ausbildung absolviert werden (§ 5 PsychThG). Die im Gesetz verankerten Zeitangaben beziehen sich dabei auf die mindestens benötigte Zeit zum Abschluss der theoretischen Ausbildung, die mit 600 Stunden verteilt auf ca. monatliche Wochenendseminare den Rahmen für die Ausbildungsdauer steckt. Durch diverse Unwägbarkeiten im praktischen Teil der Ausbildung, insb. während der 600–800 Behandlungsstunden in der Ambulanzzeit sowie durch die Warte- und Vorbereitungszeit auf nur halbjährlich angebotenen Prüfungstermine zum Staatsexamen, beträgt die durchschnittliche Ausbildungszeit in Deutschland für die gesetzlich „3-jährige Vollzeitausbildung“ etwa 4,5 Jahre. Innerhalb dieser Ausbildungsjahre sollen nach dem Psychotherapeutengesetz Fähigkeiten im folgenden Umfang erworben werden (§ 8 PsychThG):
- 600 Stunden theoretische Ausbildung
- 1.800 Stunden praktische Tätigkeit, davon
  - mindestens 1.200 Stunden an einer psychiatrischen klinischen Einrichtung (PT1) und
  - mindestens 600 Stunden an einer von einem Sozialversicherungsträger anerkannten Einrichtung der psychotherapeutischen oder psychosomatischen Versorgung (PT2)
- mindestens 6 abgeschlossene eigenständige Patientenbehandlungen innerhalb von 600 bis 800 Behandlungsstunden (praktische Ausbildung) unter
- mindestens 150 Stunden Supervision (eine Stunde Supervision auf jede vierte Behandlungsstunde der praktischen Ausbildung)
- 120 Stunden Selbsterfahrung
- 930 Stunden „Freie Spitze“, d. h. nachgewiesene fachliche Weiterbildung, deren Gestaltung und Gewichtung nicht allgemein gesetzlich festgeschrieben ist, sondern in Abhängigkeit vom geprüften Psychotherapieverfahren steht und von der jeweiligen Ausbildungsakademie festgelegt werden kann
  - Fallkonferenzen, Kolloquien, frei wählbare Fortbildungsveranstaltungen
  - Arbeitsgruppentreffen inkl. Intervision
  - Vor- und Nachbereitung von Supervisions- und Theorieeinheiten sowie Lerngruppeneinheiten/Tutorien in Vorbereitung auf das Staatsexamen
  - Überstunden aus PT1/PT2 und Ambulanzzeit sind z. T. über die Freie Spitze anrechenbar
  - In der Tiefenpsychologisch fundierten Psychotherapie oft 150 Stunden Lehrtherapie statt (oder zusätzlich zu) denn 120 gesetzlich vorgegebenen Stunden Selbsterfahrung, die zusätzlichen 30–150 Stunden sind dann meist Freie Spitze für dieses Therapieverfahren
  - In der Analytischen Psychotherapie laut DPV-Richtlinien 176 Stunden Lehranalyse pro Ausbildungsjahr (auch hier sind nur 120 Stunden Selbsterfahrung über die gesamte Ausbildungsdauer gesetzlich vorgeschrieben, die zusätzliche Lehranalyse kann vom Ausbildungsinstitut in der Freien Spitze verankert werden)

Die Ausbildung kann an universitär angebundenen Einrichtungen sowie an staatlich anerkannten privaten Ausbildungsinstituten absolviert werden. In der Regel bieten die Ausbildungsinstitute die Ausbildung nur in einem Verfahren an. Einige Institute bieten die Ausbildung in allen zugelassenen Psychotherapieverfahren an.
Mediziner erhalten ihre Approbation i. d. R. nach dem erfolgreichen Abschluss des 6-jährigen Medizinstudiums. Sie dürfen die Heilkunde daher während ihrer Facharzt-Ausbildung selbstständig ausüben. Da das Psychologiestudium nicht zur Ausübung der Heilkunde berechtigt, dürfen Psychologen in Psychotherapie-Ausbildung die Heilkunde nur eingeschränkt betreiben. Nach heutiger Gesetzeslage erwerben Psychologen die Approbation erst mit Abschluss ihrer Ausbildung. Diese Praxis wird als Hauptursache dafür angesehen, warum Psychologen während der praktischen Tätigkeit ihrer Ausbildung meist nicht bezahlt werden. Gleichzeitig müssen sie privat für ihre Ausbildungskosten in Höhe von rund 20.000 bis 40.000 Euro aufkommen.
Inzwischen ergingen mehrere Gerichtsurteile gegen Kliniken, die Psychologen in Psychotherapie-Ausbildung während ihrer praktischen Tätigkeit eine Bezahlung verweigert hatten.

### Unterschied zu ärztlichen Psychotherapeuten
Auch approbierte Fachärzte mit psychotherapeutischer Zusatzqualifikation sind als Psychotherapeuten tätig. Die psychotherapeutischen Fachärzte (Facharzt für Psychosomatische Medizin und Psychotherapie, Facharzt für Psychiatrie und Psychotherapie, Facharzt für Kinder- und Jugendpsychiatrie und -psychotherapie) haben dabei nach dem Medizinstudium und dem Erwerb der Approbation eine mindestens 5-jährige Facharzt-Ausbildung absolviert, in welcher der Erwerb von psychotherapeutischen Kenntnissen nachgewiesen werden musste. Im Gegensatz zu Psychologischen Psychotherapeuten müssen die psychotherapeutischen Fachärzte kein Psychologiestudium, sondern ein Medizinstudium abschließen. Um gegebenenfalls abzuklären, ob z. B. bei verhaltensauffälligen Patienten eine organische Krankheitsursache (hormonelle Störung, Hirntumor...) besteht, verweisen Psychologische Psychotherapeuten und ärztliche Psychotherapeuten ihre Patienten an entsprechende Fachärzte (Internisten, Onkologen...), um eine fehlerhafte Therapie und die damit verbundenen gesundheitlichen Gefahren zu vermeiden.

### Befugnisbereich
Die Tätigkeit von psychologischen Psychotherapeuten beschränkt sich nach dem Psychotherapeutengesetz auf die Feststellung, Heilung oder Linderung von Störungen mit Krankheitswert, bei denen Psychotherapie indiziert ist. Psychologische Psychotherapeuten sind im Gegensatz zu Ärzten nicht berechtigt, Medikamente zu verschreiben oder gemäß AU-Richtlinie des G-BA Arbeitsunfähigkeit zu attestieren. Mit Beschluss des Gemeinsamen Bundesausschusses (G-BA) im Rahmen der Umsetzung des GKV-Versorgungsstärkungsgesetzes können Psychotherapeuten Leistungen wie Soziotherapie, Ergotherapie, psychotherapeutische Rehabilitationsmaßnahmen, Krankenhausbehandlungen sowie Krankentransporte verordnen.

### Kassenzulassung
Psychologische Psychotherapeuten, die in eigener Praxis arbeiten, haben oftmals auch eine Kassenzulassung, d. h. eine Behandlung durch sie wird (ggf. nach entsprechender Antragsstellung zur Kostenübernahme) von den gesetzlichen Krankenkassen bezahlt. Diese Zulassung kann nach der Approbation und einem Eintrag ins Arztregister durch die Kassenärztliche Vereinigung erteilt werden. Für die Psychologischen Psychotherapeuten gibt es eine Bedarfsplanung, die festlegt, wie viele Therapeuten sich in einem Bezirk niederlassen dürfen. Daher ist in vielen Bereichen eine freie Niederlassung nicht mehr möglich. Mittlerweile ist es üblich, Kassenzulassungen von Kollegen zu kaufen, die in den Ruhestand gehen.
Ein Psychologischer Psychotherapeut kann je nach Art der Ausbildung (Psychologischer Psychotherapeut für Erwachsene; Kinder- und Jugendlichenpsychotherapeut) Leistungen über die Krankenkassen und Privaten Krankenversicherungen abrechnen für nachfolgende Personengruppen:
- Erwachsene (ab dem vollendeten 18. Lebensjahrs),
- Kinder- und Jugendliche (bis zum vollendeten 21. Lebensjahr; vor Beginn einer Therapie sollte absehbar sein, dass die Altersgrenze während der Therapie nicht überschritten wird).[26]

Die Bedarfsplanung der Kassenärztlichen Vereinigung stieß in der Vergangenheit wiederholt auf Kritik. Beanstandet wurden dabei insbesondere die langen Wartezeiten bis zur Behandlung durch einen Psychologischen Psychotherapeuten. Im Durchschnitt warten Betroffene drei Monate auf ein Erstgespräch mit einem Therapeuten sowie drei weitere Monate auf den Beginn der Therapie.
Bei den gesetzlichen Krankenkassen gilt die Kostenübernahme nur für Behandlungen, die den Psychotherapierichtlinien entsprechen. Diese umfassen Behandlungs- und Antragsmodalitäten sowie die Einschränkung auf bislang vier zugelassene Therapieverfahren (Verhaltenstherapie, systemische Psychotherapie, tiefenpsychologische Therapie, Psychoanalyse).

### Privatbehandlung
Die Kostenübernahme durch private Krankenversicherungen hängt von den Leistungsvereinbarungen des jeweils abgeschlossenen Versicherungsvertrags ab. Der Bundesgerichtshof verneint eine Deckungspflicht, solange die Allgemeinen Versicherungsbedingungen hierzu keine Regelung beinhalten. Die Gebühren der Psychologischen Psychotherapeuten und der Kinder- und Jugendlichenpsychotherapeuten richten sich nach der Gebührenordnung für Psychologische Psychotherapeuten und Kinder- und Jugendlichenpsychotherapeuten (GOP), die auf die Gebührenordnung für Ärzte verweist. In gewissen Grenzen können mit dem Patienten abweichende Gebühren vereinbart werden.

### Einkommen
Nach dem Bericht des Statistischen Bundesamtes, über die Kostenstruktur bei Praxen von psychologischen Psychotherapeuten aus dem Jahr 2017, lag der durchschnittliche Reinertrag (Gesamteinnahmen abzüglich der Kosten, aber ohne Berücksichtigung der z. T. verpflichtend noch zu leistenden Vorsorgeaufwendungen) je niedergelassenem Praxisinhaber im Jahr 2015 bei 63.000 Euro, wobei das abrechenbare Honorar innerhalb der Gesetzlichen Krankenversicherung laut einer Beispielrechnung des Spitzenverbandes Bund der Krankenkassen bei knapp 160.000 Euro pro Jahr liegt (bei 43 Wochen mit je 36 Stunden).
| Organisationsform                            | Durchschnittlicher jährlicher Reinertrag je Praxisinhaber 2015 (auf Tsd. EUR gerundet) |
| -------------------------------------------- | -------------------------------------------------------------------------------------- |
| Praxen von psychologischen Psychotherapeuten | 63.000 Euro                                                                            |
| Davon: Einzelpraxen                          | 66.000 Euro                                                                            |

## Unterschiede Psychotherapeut – Psychiater – Psychologe
Unter Laien werden die Berufsbezeichnungen Psychotherapeut, Psychologe und Psychiater fälschlicherweise häufig synonym verwendet. In der Tat unterscheiden sie sich jedoch stark:
- Psychotherapeuten sind Psychologen oder Ärzte, die eine Approbation besitzen und Psychotherapie im Sinne des Psychotherapeutengesetzes und der Psychotherapierichtlinien ausüben. Dies umfasst die Diagnose und Behandlung psychischer Beschwerden mit Krankheitswert mittels wissenschaftlich anerkannter Methoden der Psychotherapie.[35][36]
- Psychiater sind Fachärzte für Psychiatrie und Psychotherapie. Die Psychotherapie ist seit 1994 obligat in die Facharztausbildung der Psychiater mit aufgenommen. Der Facharzt für Psychiatrie und Psychotherapie ist abzugrenzen von den beiden anderen psychotherapeutischen Fachärzten, dem Facharzt für Psychosomatische Medizin und Psychotherapie und dem Facharzt für Kinder- und Jugendpsychiatrie und Psychotherapie. In Deutschland bekommen niedergelassene Psychiater (anders als Psychotherapeuten) ihr Honorar im Wesentlichen nicht nach Gesprächszeit bezahlt, sondern nach der Zahl ihrer Patienten pro Stunde.[37]

- Psychologen sind Personen, die ein Studium der Psychologie mit einem Diplom- oder Masterabschluss erfolgreich beendet haben. Der Begriff Psychologe ist rechtlich geschützt und darf nur von der zuvor genannten Personengruppe geführt werden. Psychologen sind nicht zur Behandlung von Patienten ausgebildet, können aber durch eine Ausbildung zum Psychotherapeuten die Berechtigung dafür erlangen. Psychologen sind in zahlreichen Berufsfeldern tätig, wie z. B. in der Wirtschaft, im Personalbereich, in der Forschung, in der Werbung, im Bildungsbereich, als Verkehrspsychologe, in Beratungsstellen etc.[38]

### Auslaufende bzw. frühere Berufsbezeichnungen
Bei Inkrafttreten der neuen Weiterbildungsordnungen für Ärzte im Jahr 1989 galten folgende Übergangsbestimmungen: Wer die Bezeichnung „Psychiater“ oder „Arzt für Psychiatrie“ oder „Arzt für Neurologie und Psychiatrie“ führte, konnte sie beibehalten. Auf Antrag erhielt er das Recht, die Facharztbezeichnung „Facharzt für Psychiatrie und Psychotherapie“ zu führen, wenn er zuvor die Zusatzbezeichnung „Psychotherapie“ führen durfte, die eine, nach den damaligen Fortbildungsbedingungen erworbene, Weiterbildung vorausgesetzt hat.
Wer die Facharztbezeichnung für „Kinder- und Jugendpsychiatrie“ und die Zusatzbezeichnung „Psychotherapie“ führte, erhielt auf Antrag das Recht, die Facharztbezeichnung „Kinder- und Jugendpsychiatrie und -psychotherapie“ zu führen. Wer bei Inkrafttreten der Weiterbildungsordnung die Subspezialisierungsbezeichnung Kinderneuropsychiatrie in Verbindung mit der Facharztbezeichnung Neurologie und Psychiatrie oder der Facharztbezeichnung Kinderheilkunde und außerdem die Bezeichnung Facharzt für Psychotherapie führte, erhielt auf Antrag das Recht, die Bezeichnung „Facharzt für Kinder- und Jugendpsychiatrie und -psychotherapie“ zu führen.
Wer bei Inkrafttreten der Weiterbildungsordnung die Zusatzbezeichnungen „Psychoanalyse“ oder „Psychotherapie“ führte, konnte sie beibehalten. Er erhielt auf Antrag das Recht, die Bezeichnung „Facharzt für Psychotherapeutische Medizin“ zu führen, wenn er nach Erwerb der Zusatzbezeichnung über einen Zeitraum von mindestens fünf Jahren überwiegend Psychotherapie ausgeübt hat.

### Aufteilung der Berufsgruppen
In Deutschland nahmen zum Ende des Jahres 2020 insgesamt 29.731 Psychologische Psychotherapeuten an der vertragsärztlichen Versorgung teil. Ihnen gegenüber stehen 6.141 Ärztliche Psychotherapeuten. Damit stellen Psychologische Psychotherapeuten einen überwiegenden Anteil der Anbieter von heilkundlicher Psychotherapie und tragen einen Großteil der ambulanten psychotherapeutischen Versorgung.

## Standespolitische Positionen
Es gibt seitens der Psychologischen Psychotherapeuten die Forderung einer Befugnisausweitung auf Tätigkeiten wie bspw. das Ausstellen von Arbeitsunfähigkeitsbescheinigungen gesetzlich versicherter Patienten, welches Ärzten vorbehalten ist (§ 73 Abs. 2 SGB V.), sowie die Kompetenz zur Verordnung von Psychopharmaka, die Möglichkeit zur Überweisung zum Facharzt.
Im Hinblick auf die Medikationsverordnung vertritt die Bundesärztekammer den Standpunkt, dass die Verordnung von Psychopharmaka „aus Gründen der Patientensicherheit und aus haftungsrechtlichen Gründen großen Sachverstand“ voraussetze, um unerwünschte Arzneimittelwirkungen und -wechselwirkungen zu erkennen und zu behandeln. Die Fülle dieser Aufgaben erfordere „neben pharmakologischen Kenntnissen umfangreiches Wissen in nahezu allen klinischen Fächern, über das nur fachlich weitergebildete Ärzte“ verfügten. Zudem müsse vor jeder Medikation eine umfassende Differentialdiagnose (inklusive körperlicher Erkrankungen) gestellt werden, wofür nur Ärzte geeignet seien, so die Bundesärztekammer.
Ein vom Bundesministerium für Gesundheit in Auftrag gegebenes Fachgutachten befürwortet eine Kompetenzerweiterung für Psychologische Psychotherapeuten unter anderem im Hinblick auf die Ausstellung von Arbeitsunfähigkeitsbescheinigungen, die Überweisung zu Fachärzten sowie die „reguläre“ Verordnung stationärer Heilbehandlung (in psychiatrischen und psychosomatischen Kliniken).
Mit Beschluss des Gemeinsamen Bundesausschusses (G-BA) im Rahmen der Umsetzung des GKV-Versorgungsstärkungsgesetzes sind Psychotherapeuten berechtigt, Leistungen der Soziotherapie, der psychotherapeutischen Rehabilitation, der Krankenhausbehandlung sowie Krankentransporte zu verordnen. Der G-BA passt die entsprechenden Richtlinien an.
Auch hinsichtlich der Ausbildungsbedingungen gibt es Forderungen hinsichtlich einer verbesserten Vergütung durch den Berufsverband Deutscher Psychologinnen und Psychologen (BDP) sowie andere Gruppen. Im Fokus stehen dabei die hohen Ausbildungskosten sowie die vergleichsweise geringe Vergütung während der Ausbildungszeit. Insbesondere auf Kritik stoßen dabei meist unbezahlte 1800 Stunden Tätigkeit in einer psychiatrischen oder psychosomatischen Klinik.

## Situation in Österreich und der Schweiz
In Österreich und der Schweiz gibt es ebenfalls (psychologische) Psychotherapeuten, die sich auch auf die Behandlung von Kindern und Jugendlichen spezialisiert haben. Diese tragen jedoch nicht die deutsche Berufsbezeichnung.
Außerdem gibt es in Österreich – anders als in den meisten anderen europäischen Ländern – neben dem Abschluss eines Hochschulstudiums (wie z. B. Psychologie, Medizin, Pädagogik) weitere Zugangsmöglichkeiten zur Psychotherapieausbildung in Form von Grundberufen (z. B. Sozialarbeiter, Lehrer an höheren Schulen, diplomierte Krankenpfleger). Aufgrund des breiten Zugangs erfolgt eine fachliche Grundausbildung im Rahmen des Psychotherapeutischen Propädeutikums vor der eigentlichen fachspezifischen Psychotherapieausbildung.